# ウサマ・イドリシ
ウサマ・イドリシ（Oussama Idrissi、阿: سامة ادريسي、1996年2月26日 - ）はモロッコ系オランダ人のサッカー選手。リーガMX・CFパチューカ所属。モロッコ代表。ポジションはフォワード。

## クラブ経歴
フェイエノールト・ユースで有望な選手の1人として見られていたが、ユース最高年代の19歳以下で監督を務めていたロイ・マカーイのもとで出場機会を得られず、プロ契約を結べないままアカデミーを卒業。フェイエノールトからアマチュア契約での1年間残留の機会を与えられたが、それを拒否した後に2015年夏にFCフローニンゲンと契約した。マカーイとの関係について、イドリシは後に「左サイドから自由に動いて右足でゴールを狙うのが僕のスタイルだけど、彼は僕をサイドラインに留まる選手にしようとしていた」と語っている。
2015年12月19日にヘラクレス・アルメロとのリーグ戦で70分に途中出場でプロ・フットボールにデビュー。その後スタメン選手にまで成長し、2018年1月17日にAZアルクマールに移籍した。
2020年10月5日、セビージャFCと5年契約を締結した。
2021年2月1日、アヤックス・アムステルダムにシーズン終了までのレンタル移籍。
2022年1月20日、カディスCFにシーズン終了までのレンタルで移籍した。
2022年7月27日、2022-23シーズンはフェイエノールトにレンタル移籍することが発表された。加入から約2ヶ月後の9月18日、PSV戦でフェイエノールトでの初ゴールを記録した。
2023年9月18日、リーガMXのCFパチューカに単年契約で加入した。

## 代表経歴
世代別代表ではオランダを選択し、6年間プレーした。しかし、2019年3月、FIFAへ申請していた代表変更の手続きが完了すると、2019年3月22日、マラウイ代表との国際Aマッチでモロッコ代表デビューを果たした。

## タイトル

### クラブ
アヤックス
- エールディヴィジ：1回 (2020-21)
- KNVBカップ : 1回 (2020-21)

フェイエノールト
- エールディヴィジ : 1回 (2022-23)

## 参照
1. ↑  Idrissi vertrok met reden: 'Het boterde niet met Roy Makaay'. 2023年9月26日閲覧。
2. ↑  AZ legt Idrissi vast. 2023年9月26日閲覧。
3. ↑  “セビージャ、AZからモロッコ代表FWイドリシを獲得!”.   超ワールドサッカー (2020年10月5日). 2020年10月5日閲覧。
4. ↑  “Ajax huurt oussama Idrissi van sevilla FC”.   Ajax (2021年2月1日). 2021年2月1日閲覧。
5. ↑  “Oussama Idrissi refuerza el ataque cadista” (スペイン語).   Cádiz CF (2022年1月20日). 2022年1月21日閲覧。
6. ↑  “Idrissi keert op huurbasis terug bij Feyenoord” (オランダ語). www.feyenoord.nl. 2022年7月27日閲覧。
7. ↑  “Gakpo schittert in zinderende topper en leidt PSV naar 4-3 zege op Feyenoord” (オランダ語). NOS. (2022年9月18日).  オリジナルの2022年9月30日時点におけるアーカイブ。 2023年4月3日閲覧。
8. ↑  “¡BIENVENIDO OUSSAMA IDRISSI, NUEVO REFUERZO TUZO!” [Welcome Oussama Idrissi, new Tuzo signing] (スペイン語).   Pachuca FC (2023年9月19日). 2023年9月20日閲覧。
9. ↑  “Malawi v Morocco game report”.   Confederation of African Football. 2019年3月22日閲覧。